# Luc Van Lierde
Luc Van Lierde (* 14. April 1969 in Brügge) ist ein ehemaliger belgischer Triathlet. Er gewann zweimal den Ironman Hawaii (1996 und 1999), ist ETU-Europameister (1996), zweifacher Vizeweltmeister (1995, 1996), zweifacher ITU-Weltmeister auf der Langdistanz (1997, 1998) und belgischer Meister auf der olympischen Distanz (2005).

## Werdegang
Luc Van Lierde startet seit 1990 bei internationalen Triathlon-Bewerben und zählte Mitte der 1990er-Jahre zu den weltweit dominierenden Athleten auf der olympischen Distanz (1,5 km Schwimmen, 40 km Radfahren und 10 km Laufen).
Im Oktober 1995 wurde er Vizeweltmeister auf der Langdistanz beim Triathlon International de Nice.

### Sieger beim Ironman Hawaii 1996
1996 trat Van Lierde als amtierender Europameister und Vizeweltmeister auf der olympischen Distanz mit einer Wildcard beim Ironman Hawaii an. Van Lierde konnte dabei als einziger Athlet mit Thomas Hellriegel bei dessen Streckenrekord auf der Radstrecke mithalten, musste allerdings dann in der Wechselzone eine dreiminütige Zeitstrafe verbüßen. Hellriegel vergrößerte seinen Vorsprung zwischenzeitlich sogar auf 4:40 Minuten, doch Van Lierde kam wieder heran und überholte Hellriegel letztlich noch fünf Kilometer vor dem Ziel und wurde so bei seinem Debüt auf der Ironman-Distanz erster europäischer Sieger auf Hawaii.

Er unterbot dabei den bisherigen Streckenrekord um mehr als drei Minuten. Erst fünfzehn Jahre später, im Oktober 2011, wurde seine Zeit durch den Australier Craig Alexander unterboten.
1997 und 1998 wurde er ITU-Weltmeister auf der Triathlon-Langdistanz.

### Weltbestzeit auf der Ironman-Distanz 1997
Van Lierde hielt 14 Jahre lang mit 7:50:27 h die Weltbestzeit auf der Ironman-Distanz. 1997 bewältigte er diese Strecke beim Ironman Europe in Roth:
- 3,86 km Schwimmen – 44:51 min
- 180,2 km Radfahren – 4:28:47 h
- 42,195 km Laufen – 2:36:49 h[1]

Diese Weltbestzeit wurde erst am 3. Juli 2011 beim Ironman Austria von Marino Vanhoenacker in 7:45:58 h und dann am 10. Juli 2011 erneut von Andreas Raelert bei seinem Sieg bei der Challenge Roth mit 7:41:33 h unterboten. Die Laufzeit für den Marathon stellt den bis heute gültigen Streckenrekord auf der Ironman-Distanz in Roth dar (Stand Januar 2023). Die derzeitige Bestzeit auf der Langdistanz wurde ebenfalls in Roth durch Jan Frodeno im Jahr 2016 mit 7:35:39 h aufgestellt und wurde erst 2021 im Ironman Mexico von Kristian Blummenfelt unterboten. 2009 erklärte Luc Van Lierde seine aktive Zeit als beendet.

### Coaching seit 2010
Heute ist er als Coach im TZU Tri Team aktiv und er trainierte unter anderem Michelle Vesterby, Alexandra Tondeur, Marino Vanhoenacker sowie den belgischen Triathleten Frederik Van Lierde, mit welchem er aber nicht verwandt ist.
Luc Van Lierde lebt mit seiner Frau und einem Kind in Brügge.

## Auszeichnungen
- Sportler des Jahres (Belgien) 1997, 1999

## Sportliche Erfolge
| Datum/Jahr    | Rang | Wettbewerb                           | Austragungsort | Zeit     | Bemerkung                                                                                |
| ------------- | ---- | ------------------------------------ | -------------- | -------- | ---------------------------------------------------------------------------------------- |
| 12. Juni 2009 | 1    | Vienna City Triathlon                | Wien           | 03:56:44 | neuer Streckenrekord                                                                     |
| 5. Apr. 2009  | 4    | Ironman 70.3 New Orleans             | New Orleans    | 03:57:13 |                                                                                          |
| 2009          | 1    | Volcano Triathlon                    | Lanzarote      | 01:57:34 | Sieg auf der Kurzdistanz                                                                 |
| 3. Sep. 2006  | 3    | Ironman 70.3 Monaco                  | Monaco         | 04:14:37 |                                                                                          |
| 18. März 2006 | 12   | Ironman 70.3 California              | Oceanside      | 04:16:02 |                                                                                          |
| 2005          | 1    | BEL National Championships           | Eupen          |          | Belgischer Meister über die Mitteldistanz – neben Tine Deckers bei den Frauen            |
| 2000          | 1    | St. Croix Triathlon                  | Saint Croix    |          |                                                                                          |
| 24. Aug. 1996 | 2    | ITU Triathlon World Championships    | Cleveland      | 01:40:11 | Weltmeisterschaft auf der Kurzdistanz                                                    |
| 1996          | 1    | ETU Triathlon European Championships | Szombathely    | 01:47:32 | Sieger bei der Europameisterschaft der ETU                                               |
| 1995          | 2    | ETU Triathlon European Championships | Stockholm      | 01:47:05 | Europameisterschaft (1,3 km Schwimmen, 60 km Radfahren und 12 km Laufen)                 |
| 5. Juli 1992  | 7    | ETU Triathlon European Championships | Lommel         | 01:50:15 | Europameisterschaft                                                                      |
| 15. Sep. 1990 | 4    | ITU Triathlon World Championships    | Orlando        | 01:53:01 | Vierter auf der olympischen Distanz (1,5 km Schwimmen, 40 km Radfahren und 10 km Laufen) |
| 26. Aug. 1990 | 9    | ETU Triathlon European Championships | Linz           | 01:52:03 | Europameisterschaft                                                                      |

| Datum/Jahr    | Rang | Wettbewerb                                         | Austragungsort | Zeit     | Bemerkung                                                                                            |
| ------------- | ---- | -------------------------------------------------- | -------------- | -------- | --- |
| 10. Okt. 2009 | 50   | Ironman Hawaii                                     | Big Island     | 09:14:59 | |
| 10. Aug. 2009 | 6    | ETU Long Distance Triathlon European Championships | Prag           | 05:44:22 | |
| 14. Okt. 2007 | 8    | Ironman Hawaii                                     | Big Island     | 08:30:01 | |
| 19. Mai 2007  | 2    | Ironman Lanzarote                                  | Spanien        | 08:59:13 | |
| 26. Feb. 2004 | 1    | Ironman Malaysia                                   | Langkawi       | 08:48.02 | |
| 23. Feb. 2003 | 1    | Ironman Malaysia                                   | Langkawi       | 08:31:16 | |
| 23. Okt. 1999 | 1    | Ironman Hawaii                                     | Big Island     | 08:17:17 | |
| 26. Sep. 1999 | 3    | Triathlon International de Nice                    | Nizza          |          | |
| 1. Okt. 1998  | 2    | Ironman Hawaii                                     | Big Island     | 08:31:57 | |
| 1998          | 1    | ITU Long Distance Triathlon World Championships    | Sado           | 05:44.05 | |
| 8. Juni 1997  | 1    | ITU Long Distance Triathlon World Championships    | Nizza          | 05:35:44 | 1997 wurde die ITU-Weltmeisterschaft im Zuge des Triathlon International de Nice ausgetragen.        |
| 1997          | 1    | Ironman Europe                                     | Roth           | 07:50:27 | Luc Van Lierde erreichte die schnellste bisher erreichte Zeit über die Ironman-Distanz im Triathlon. |
| 26. Okt. 1996 | 1    | Ironman Hawaii                                     | Big Island     | 08:04:08 | Weltmeister mit neuem Streckenrekord bei seinem Ironman-Debüt                                        |
| 28. Sep. 1996 | 1    | Triathlon International de Nice                    | Nizza          |          | |
| 7. Sep. 1996  | 2    | ITU Long Distance Triathlon World Championships    | Muncie         | 03:47:54 | |
| 1. Okt. 1995  | 2    | ITU Long Distance Triathlon World Championships    | Nizza          | 05:48:26 | Vizeweltmeister auf der Langdistanz beim Triathlon International de Nice                             |

(DNF – Did Not Finish)